# ميشطة متدلية
ميشطة متدلية (الاسم العلمي:Anogeissus pendula) هي نوع من النباتات يتبع جنس الميشطة من الفصيلة القمبريطية.